# Église paroissiale Saint-François-d'Assise
L'Église paroissiale Saint-François-d'Assise (en hongrois : Assisi Szent Ferenc plébániatemplom) est une église catholique de Budapest, située dans le 9e arrondissement. 